# Wladimir Wjatscheslawowitsch Boldyrew
Wladimir Wjatscheslawowitsch Boldyrew (russisch Владимир Вячеславович Болдырев; * 8. April 1927 in Tomsk) ist ein russisch-sowjetischer Chemiker, der zur  Festkörperchemie und Mechanochemie arbeitet.

## Leben und Wirken
Wladimir Boldyrew studierte bis 1948 Chemie an der Universität Tomsk. 1951 erlangte er den akademischen Grad Kandidat der Wissenschaft. 1962 verteidigte er am Tomsker Polytechnischen Institut erfolgreich seine Dissertation Einfluss von Kristalldefekten auf die thermische Zersetzungsrate von Feststoffen und wurde zum Doktor der chemischen Wissenschaften promoviert (entspricht der Habilitation). 1963 wechselte er auf Empfehlung von Nikolai Semjonow an das Institut für chemische Kinetik und Verbrennung der Sibirischen Abteilung der Akademie der Wissenschaften der UdSSR, wo er ein Labor für die Kinetik chemischer Reaktionen in der festen Phase aufbaute.
1965 wurde er Professor und Mitglied des Akademischen Rates der Universität Nowosibirsk.
1975 wurde er an das Nowosibirsker Institut für physikalische und chemische Grundlagen der Verarbeitung mineralischer Rohstoffe (seit 1997 Institut für Festkörperchemie und Mechanochemie) der Akademie der Wissenschaften der UdSSR (Sibirische Abteilung) versetzt, dessen Direktor er bis 1998 war.
Boldyrew gilt als führender Wissenschaftler der Festkörper- und Mechanochemie und als Begründer einer wissenschaftlichen Schule in Russland (früher Sowjetunion) auf diesen Gebieten. Er ist Autor von mehr als 950 wissenschaftlichen Aufsätzen und 16 Monographien.
Boldyrew hatte zahlreiche Funktionen in wissenschaftlichen Gremien und Organisationen. So war er von 1988 bis 1997 der erste Präsident der mit der International Union of Pure and Applied Chemistry (IUPAC) assoziierten International Mechanochemical Association (IMA).
1979 wurde er korrespondierendes und 1991 Vollmitglied der Russischen Akademie der Wissenschaften.
Boldyrew erhielt zahlreiche staatliche Auszeichnungen, darunter 1987 den Orden des Roten Banners der Arbeit. 1993 erhielt er den Staatspreis der Russischen Föderation für Wissenschaft und Technik. 2005 wurde er mit der Kurnakow-Goldmedaille der Russischen Akademie der Wissenschaften ausgezeichnet.
Die bekannte russische Festkörperchemikerin Jelena Wladimirowna Boldyrewa ist seine Tochter.